# Douglas, đảo Man
Douglas (tiếng Man: Doolish) là thủ phủ và là thành phố lớn nhất của Đảo Man, dân số 26.218 người (năm 2006). Thành phố này toạ lạc tại cửa sông Douglas, và một vịnh dài 2 dặm Anh. Sông Douglas tạo thành một phần bến cảng của thành phố, là thương cảng chính của thành phố.
Douglas là nơi đóng trụ sở của Toà thượng thẩm và Chính quyền Đảo Man.
Thành phố này là trung tâm kinh tế, giao thông, giải trí của Đảo Man.
Douglas là nơi sinh của anh em Gibb, nổi tiếng hơn với tên Bee Gees.
Năm 2011, Douglas sẽ đăng cai Commonwealth Youth Games.